# Jim McIntyre
Pour les articles homonymes, voir McIntyre.
James McIntyre, né le 24 mai 1972 à Alexandria, est un entraîneur de football et ancien joueur écossais.
McIntyre jouait principalement au poste d'attaquant ou milieu gauche. Durant sa carrière de joueur, il joue sous les couleurs de Bristol City, Exeter City, Airdrieonians, Kilmarnock, Reading, Dundee United et Dunfermline Athletic.
Il commence sa carrière d'entraîneur à Dunfermline Athletic, avant d'occuper une fonction de recruteur à Bristol City. Il entraîne ensuite Queen of the South et Ross County, remportant la Scottish League Cup en mars 2016 avec Ross County. Il est nommé entraîneur de Dundee en octobre 2018, mais est licencié en mai 2019 après la relégation du club. Il retourne sur un banc en juin 2022 à Cove Rangers, mais est licencié au bout de six mois en raison de la méforme de l'équipe.

## Carrière de joueur
Né à Alexandria en Écosse, McIntyre commence sa carrière de joueur en Angleterre, après plusieurs essais infructueux en Écosse à Hearts et Dundee United, et un apprentissage de trois ans en menuiserie, signant à Bristol City en 1991. Le club le prête à Exeter City en 1993. Plus tard au cours de l'année, il retourne en Écosse, signant pour Airdrieonians, où il aligne des performances lui permettant d'être repéré par des clubs de l'élite du football écossais. En mars 1996, il rejoint Kilmarnock, intégrant l'équipe qui remporte la Coupe d'Écosse 1997. McIntyre marque le but victorieur lors de la demi-finale à rejouer contre Dundee United.
En mars 1998, McIntyre est transféré à Reading pour une somme de £440,000, et le mois suivant il est sélectionné en équipe B d'Écosse pour affronter l'équipe de Norvège B. Il entre tardivement en jeu au cours de cette rencontre, pour remplacer Andy Smith. Il participe à la défaite en prolongation de son équipe lors de la finale des play-offs de troisième division en 2000-2001. Cette rencontre est la dernière de McIntyre en Angleterre. Il retourne en Écosse, signant pour Dundee United en juillet. Son contrat initial est d'une durée de deux ans, mais il le prolongera deux fois. Sous ses nouvelles couleurs, il sera à nouveau buteur en demi-finale de Coupe d'Écosse. En avril 2006, l'entraîneur de Dundee, Craig Brewster, déclare que McIntyre sera libéré à l'issue de la saison.
En juillet 2006, McIntyre signe pour Dunfermline Athletic après avoir négocié la résiliation de son contrat avec Dundee United. Il inscrit un penalty décisif contre Hibernian à Hampden Park lors de la demi-finale à rejouer de Coupe d'Écosse, permettant à Dunfermline d'accéder à la finale après une victoire 1–0. Après avoir été nommé entraîneur de Dunfermline début 2008, McIntyre ne fera plus son apparition jusqu'en novembre de la même année en raison d'une blessure.

## Carrière d'entraîneur

### Dunfermline Athletic
McIntyre est nommé entraîneur intérimaire de Dunfermline Athletic le 4 décembre 2007, à la suite du limogeage de Stephen Kenny. Le premier match de McIntyre sur le banc a lieu lors d'une rencontre à domicile contre Clyde le 8 décembre pour un match nul 1–1. Son équipe réalise le même score la semaine suivante à l'extérieur contre Partick Thistle, Stephen Glass ratant un penalty. Il est nommé entraîneur à plein-temps le 3 janvier 2008, signant un contrat de deux ans et demi après une série de quatre victoires consécutives. Après cette série, McIntyre est récompensé du titre d'entraîneur du mois de deuxième division écossaise en décembre. Il est à nouveau récompensé à l'issue d'une série de matchs sans défaite de Dunfermline en septembre 2008. Lors de la saison 2010–2011 de Dunfermline, le club est leader de Championship avec dix points d'avance devant son dauphin, Raith Rovers, et obtient la promotion en Première division sous l'égide de McIntyre. En trois ans et demi à la tête des Pars, il est nommé entraîneur du mois à cinq reprises. Dunfermline connaît des difficultés lors de la saison 2011-2012, étant dernière avec seulement quatre points inscrits lorsque McIntyre quitte le club en mars 2012.

### Bristol City
En avril 2012, McIntyre intègre le staff de Bristol City en tant que préparateur, l'entraîneur Derek McInnes l'engageant jusqu'à la fin de la saison 2011–2012 season. Il avait auparavant occupé la fonction de recruteur pour Bristol City après son limogeage de Dunfermline. McIntyre quitte Bristol City le 25 janvier 2013 après un arrangement à l'amiable avec le club.

### Queen of the South
McIntyre est nommé entraîneur de Queen of the South le 27 juin 2013, remplaçant Allan Johnston partit pour Kilmarnock le 24 juin 2013. McIntyre prend Gerry McCabe comme adjoint le 28 juin 2013, ce dernier l'ayant déjà assisté à Dunfermline,.

### Ross County
Le 9 septembre 2014, McIntyre est nommé entraîneur de Ross County en Scottish Premiership. Il fait remporter au club son premier trophée majeur, une Coupe de la Ligue, en battant en finale Hibernian. McIntyre et son adjoint Billy Dodds sont limogés par Ross County en septembre 2017.

### Dundee
En août 2018, McIntyre rejette une offre de Falkirk au poste d'entraîneur. Il est nommé entraîneur de Dundee en Premiership le 17 octobre 2018. McIntyre est limogé le 12 mai 2019, après la relégation du club. McIntyre n'a remporté que 4 victoires en 31 matchs, ayant le pire pourcentage de victoires obtenues (12,90 %) de toute l'histoire du club, jusqu'au passage de Mark McGhee à la tête du club trois ans plus tard (7,14 %).

### Cove Rangers
McIntyre est nommé entraîneur du club de Cove Rangers nouvellement promu en Scottish Championship en juin 2022. Il est limogé le 3 janvier 2023 après une défaite 6-1 contre Inverness Caledonian Thistle la veille.

## Statistiques en carrière

### Club
| Club                 | Saison    | Championnat | Championnat | Coupe | Coupe | Coupe de la Ligue | Coupe de la Ligue | Autre | Autre | Total | Total |
| Club                 | Saison    | Apps        | Buts        | Apps  | Buts  | Apps              | Buts              | Apps  | Buts  | Apps  | Buts  |
| -------------------- | --------- | ----------- | ----------- | ----- | ----- | ----------------- | ----------------- | ----- | ----- | ----- | ----- |
| Dundee United        | 1993–1994 | 1           | 0           | –     | –     | –                 | –                 | –     | –     | 1     | 0     |
| Dundee               | 1995–1996 | 6           | 0           |       |       |                   |                   |       |       | 6     | 0     |
| Dundee               | 1996–1997 | 27          | 4           |       |       |                   |                   |       |       | 27    | 4     |
| Dundee               | Total     | 6           | 0           | 0     | 0     | 0                 | 0                 | 0     | 0     | 6     | 0     |
| Reading              | 1997–1998 | 6           | 0           | –     | –     | –                 | –                 | –     | –     | 6     | 0     |
| Reading              | 1998–1999 | 32          | 6           | –     | –     | 1                 | 0                 | 1     | 0     | 34    | 6     |
| Reading              | 1999–2000 | 26          | 4           | 4     | 1     | 1                 | 0                 | 2     | 0     | 33    | 5     |
| Reading              | 2000–2001 | 33          | 4           | 1     | 0     | 1                 | 0                 | 5     | 1     | 40    | 5     |
| Reading              | Total     | 97          | 14          | 5     | 1     | 3                 | 0                 | 8     | 1     | 113   | 16    |
| Dundee United        | 2001–2002 | 19          | 6           | 2     | 0     | 2                 | 0                 | –     | –     | 23    | 6     |
| Dundee United        | 2002–2003 | 32          | 9           | 1     | 0     | 4                 | 0                 | –     | –     | 37    | 9     |
| Dundee United        | 2003–2004 | 30          | 9           | –     | –     | 2                 | 2                 | –     | –     | 32    | 11    |
| Dundee United        | 2004–2005 | 35          | 10          | 3     | 2     | 4                 | 3                 | –     | –     | 42    | 14    |
| Dundee United        | 2005–2006 | 25          | 1           | 1     | 0     | 1                 | 0                 | 2     | 0     | 21    | 2     |
| Dundee United        | Total     | 141         | 35          | 7     | 2     | 13                | 5                 | 2     | 0     | 163   | 42    |
| Dunfermline Athletic | 2006–2007 | 10          | 2           | 4     | 1     | –                 | –                 | –     | –     | 14    | 3     |
| Dunfermline Athletic | 2007–2008 | 17          | 1           | 1     | 0     | –                 | –                 | 1     | 0     | 19    | 1     |
| Dunfermline Athletic | 2008–2009 | 2           | 0           | –     | –     | –                 | –                 | –     | –     | 2     | 0     |
| Dunfermline Athletic | Total     | 29          | 3           | 5     | 1     | 0                 | 0                 | 1     | 0     | 35    | 4     |
| Total                | Total     | 267         | 52          | 17    | 4     | 16                | 5                 | 11    | 1     | 211   | 62    |

## Statistiques d'entraîneur
| Club                 | Début            | Fin               | Bilan | Bilan | Bilan | Bilan | Bilan |
| Club                 | Début            | Fin               | M     | V     | N     | D     | V. %  |
| -------------------- | ---------------- | ----------------- | ----- | ----- | ----- | ----- | ----- |
| Dunfermline Athletic | 4 décembre 2007  | 16 mars 2012      | 195   | 77    | 53    | 65    | 39,49 |
| Queen of the South   | 27 juin 2013     | 9 septembre 2014  | 54    | 25    | 9     | 20    | 46,3  |
| Ross County          | 9 septembre 2014 | 25 septembre 2017 | 137   | 50    | 33    | 54    | 36,5  |
| Dundee               | 17 octobre 2018  | 12 mai 2019       | 31    | 10    | 7     | 14    | 32,26 |
| Cove Rangers         | 15 juin 2022     | 3 janvier 2023    | 25    | 10    | 4     | 11    | 40    |
| Total                | Total            | Total             | 442   | 163   | 109   | 170   | 36,88 |

## Palmarès et récompenses

### Joueur
Kilmarnock
- Coupe d'Écosse : 1996–1997

### Entraîneur
Dunfermline Athletic
- Scottish First Division : 2010–2011

Ross County
- Coupe de la Ligue : 2015–2016[19]

### Individuel
- SFWA Manager of the Year (1) : 2015-2016[26]
- Scottish Premiership Entraîneur du Mois (2) : Février 2015 ; Mars 2015
- Scottish First Division, Entraîneur du Mois (5) : Décembre 2007 ; Septembre 2008 ; Novembre 2009 ; Mars 2011 ; Avril 2011